# Radeon RX 6000
A série Radeon RX 6000 é uma família de unidades de processamento gráfico desenvolvidas pela AMD, com base em sua arquitetura RDNA 2. Foi anunciado em 28 de outubro de 2020 e é o sucessor da série Radeon RX 5000. Consiste na RX 6400, RX 6500 XT, RX 6600, RX 6600 XT, RX 6650 XT, RX 6700, RX 6700 XT, RX 6750 XT, RX 6800, RX 6800 XT, RX 6900 XT e RX 6950XT para computadores desktop; e a RX 6600M, RX 6700M e RX 6800M para laptops. Uma subsérie para dispositivos móveis, Radeon RX 6000S (consistindo em RX 6600S, RX 6700S e RX 6800S), foi anunciada na CES 2022, visando designs de laptops finos e leves. 
A série foi projetada para competir com a séire GeForce 30 da Nvidia e compete com a série de placas Arc Alchemist da Intel.[carece de fontes?] É também a primeira geração de GPUs AMD que suporta ray tracing em tempo real acelerado por hardware, sombreamento de taxa variável e sombreadores de malha.

## História
Em 14 de setembro de 2020, a AMD sugeriu o design físico de sua série RX 6000 por meio de um tweet compartilhado no serviço de mensagens sociais Twitter. Ao mesmo tempo, lançou uma ilha virtual dentro do videogame Fortnite contendo uma versão em larga escala do design de hardware RX 6000, que os jogadores podiam explorar livremente usando o modo Criativo do jogo.
A AMD revelou oficialmente as três primeiras placas, RX 6800, RX 6800 XT e RX 6900 XT, em um evento intitulado "Where Gaming Begins: Ep. 2" em 28 de outubro. No evento, eles anunciaram o RX 6800 XT como seu principal processador gráfico, comparando seu desempenho com o da placa de vídeo RTX 3080 da Nvidia em jogos com resolução de 1440p e 4K. jogos de resolução. No evento, eles anunciaram a RX 6800 XT como seu principal processador gráfico, comparando seu desempenho com a da placa gráfica RTX 3080 da Nvidia em jogos com resolução de 1440p e 4K. A 6800 XT foi anunciada com um preço de US$ 649, US$ 50 abaixo do preço inicial da RTX 3080 de US$ 699. Eles então introduziram a RX 6800 como uma concorrente da RTX 2080 Ti, custa US$ 579 em comparação com US$ 999 da 2080 Ti; e a RX 6900 XT como sua placa principal, alegando desempenho comparável ao RTX 3090 da Nvidia, mas com menor consumo de energia e preço de lançamento de US$ 999, US$ 500 mais barato que a 3090.
A Radeon RX 6800 e 6800 XT foram lançadas em 18 de novembro de 2020, e a RX 6900 XT foi lançada em 8 de dezembro de 2020.
Em 3 de fevereiro de 2021, a Gigabyte registrou uma variedade de placas gráficas RX 6700 XT na Comissão Econômica da Eurásia (EEC), com o registro indicando que todas as sete seriam enviadas com 12 GB de memória. Em 3 de março de 2021, a AMD anunciou oficialmente a placa RX 6700 XT, definida para competir com as placas RTX 3060 Ti e 3070 da Nvidia. Foi lançado em 18 de março de 2021.
Em 31 de maio de 2021, a AMD anunciou a série RX 6000M de GPUs projetadas para laptops, incluindo a RX 6600M, RX 6700M e RX 6800M. Elas foram disponibilizados em 1 de junho.
Em 23 de junho, a Gigabyte registrou seis placas gráficas RX 6600 XT no EEC, indicando que todas teriam 8 GB de memória. Isso foi pouco mais de um mês depois que a ASRock fez registros semelhantes para a RX 6600 e a 6600 XT, cada um com 8 GB de memória. Em 5 de julho, a VideoCardz descobriu que o varejista taiwanês de placas gráficas PowerColor já havia criado páginas de produtos para as GPUs Radeon 6600 e 6600 XT não anunciadas.
Em 30 de julho, a AMD anunciou as GPUs RX 6600 e 6600 XT, que foram lançadas em 11 de agosto de 2021. A RX 6600 XT está disponível por $ 379 USD MSRP.
No início de 2022, a AMD anunciou os SKUs de baixo custo da série 6000; a RX 6400 e a RX 6500 XT. Essas placas suportam apenas 4 pistas PCIe (embora em velocidades PCIe 4.0), o que pode prejudicar o desempenho em máquinas de baixo custo sem PCIe 4.0. Eles também carecem de recursos de codificação de vídeo acelerados por GPU oferecidos pelos modelos de ponta.

## Problemas de disponibilidade
Muito parecido com a série GeForce 30 concorrente da Nvidia, os lançamentos esgotaram quase imediatamente devido a uma combinação de baixo estoque e bots de escalpelamento.

### RX 6800 e 6800 XT
A RX 6800 e a 6800 XT foram lançadas em 18 de novembro de 2020, mas devido à baixa disponibilidade de estoque, esgotaram na maioria dos varejistas naquele dia. A varejista americana Micro Center restringiu as vendas apenas na loja, alegando que o estoque "será extremamente limitado no lançamento". A PCMag informou que ambas as placas da Newegg esgotaram às 6h05 PST, e que elas estavam indisponíveis no próprio site da loja da AMD às 6h11 a.m. Varejista B&H Photo Video recusou-se a aceitar pedidos de placas, afirmando em parte: "Não sabemos e, portanto, não podemos fornecer uma data ou hora em que esses itens estarão disponíveis para compra."
Scalpers estavam revendendo as GPUs no eBay por cerca de US$ 1.000–1.500, aproximadamente o dobro do preço de lançamento. Usuários de mídia social frustrados tentaram inviabilizar as listagens usando bots para fazer lances falsos nas GPUs escalpeladas a preços absurdos; em um exemplo, um leilão para um RX 6800 XT teve lances de até US$ 70.000.

### RX 6900 XT
A RX 6900 XT foi lançada em 8 de dezembro de 2020 e, assim como a RX 6800 e a 6800 XT, esgotou no mesmo dia em que foi lançada. De acordo com a PCMag, ele foi listado como esgotado na Newegg às 6h02 PST, apenas dois minutos depois de ter sido colocado à venda. O site da loja da AMD, lutando para acompanhar o alto número de visitantes, continuou exibindo erros 503 Serviço temporariamente indisponível para clientes que tentavam comprar a placa gráfica; às 6h35, estava esgotado.

## Produtos

### Desktop
| Modelo (Codinome)           | Data de lançamento e preço                          | Arquitetura Fab | Transistores e Tamanho da matriz | Core                  | Core        | Taxa de preenchimento | Taxa de preenchimento | Poder de processamento (GFLOPS) | Poder de processamento (GFLOPS) | Poder de processamento (GFLOPS) | Cache Infinito | Cache Infinito          | Memória   | Memória                 | Memória                      | Memória      | TBP         | Interface de barramento |
| Modelo (Codinome)           | Data de lançamento e preço                          | Arquitetura Fab | Transistores e Tamanho da matriz | Config                | Clock (MHz) | Textura (GT/s)        | Pixel (GP/s)          | Half                            | Single                          | Double                          | Tamanho        | Largura de banda (GB/s) | Tamanho   | Largura de banda (GB/s) | Tipo e largura do barramento | Clock (MT/s) | TBP         | Interface de barramento |
| --------------------------- | --------------------------------------------------- | --------------- | -------------------------------- | --------------------- | ----------- | --------------------- | --------------------- | ------------------------------- | ------------------------------- | ------------------------------- | -------------- | ----------------------- | --------- | ----------------------- | ---------------------------- | ------------ | ----------- | ----------------------- |
| Radeon RX 6400 (Navi 24)    | 19 de janeiro de 2022 $159 USD                      | RDNA 2 TSMC N6  | 5.4×109 107 mm2                  | 768:48:32:12 12 CU    | 1923 2321   | 92.3 111.4            | 61.5 74.3             | 5,907 7,130                     | 2,954 3,565                     | 184.6 222.8                     | 16 MB          | 208.0                   | 4 GB      | 128                     | GDDR6 64-bit                 | 16000        | 53 W        | PCIe 4.0 ×4             |
| Radeon RX 6500 XT (Navi 24) | 19 de janeiro de 2022 $199 USD (4GB) $219 USD (8GB) | RDNA 2 TSMC N6  | 5.4×109 107 mm2                  | 1024:64:32:16 16 CU   | 2310 2815   | 147.8 180.2           | 73.9 90.1             | 9,462 11,530                    | 4,731 5,765                     | 295.6 360.3                     | 16 MB          | 232.0                   | 4 GB 8 GB | 144                     | GDDR6 64-bit                 | 18000        | 107 W 113 W | PCIe 4.0 ×4             |
| Radeon RX 6600 (Navi 23)    | 13 de outubro de 2021 $329 USD                      | RDNA 2 TSMC N7  | 11.06×109 237 mm2                | 1792:112:64:28 28 CU  | 1626 2491   | 228.9 279.0           | 104.1 159.4           | 14,654 17,860                   | 7,325 8,928                     | 457.8 558.0                     | 32 MB          | 412.9                   | 8 GB      | 224                     | GDDR6 128-bit                | 14000        | 132 W       | PCIe 4.0 ×8             |
| Radeon RX 6600 XT (Navi 23) | 11 de agosto de 2011 $379 USD                       | RDNA 2 TSMC N7  | 11.06×109 237 mm2                | 2048:128:64:32 32 CU  | 1968 2589   | 251.9 331.4           | 126.0 165.7           | 16,122 21,209                   | 8,061 10,605                    | 503.8 662.8                     | 32 MB          | 444.9                   | 8 GB      | 256                     | GDDR6 128-bit                | 16000        | 160 W       | PCIe 4.0 ×8             |
| Radeon RX 6650 XT (Navi 23) | 10 de maio de 2022 $399 USD                         | RDNA 2 TSMC N7  | 11.06×109 237 mm2                | 2048:128:64:32 32 CU  | 2055 2635   | 263.0 337.2           | 131.5 168.6           | 16,835 21,586                   | 8,417 10,793                    | 526.1 674.6                     | 32 MB          | 468.9                   | 8 GB      | 280                     | GDDR6 128-bit                | 17500        | 180 W       | PCIe 4.0 ×8             |
| Radeon RX 6700 (Navi 22)    | 9 de junho de 2021 ?                                | RDNA 2 TSMC N7  | 17.2×109 335 mm2                 | 2304:144:64:36 36 CU  | 1941 2450   | 279.5 352.8           | 124.2 156.8           | 17,888 22,579                   | 8,944 11,290                    | 559.0 705.6                     | 80 MB          | 1065.0                  | 10 GB     | 320                     | GDDR6 160-bit                | 16000        | 175 W       | PCIe 4.0 ×16            |
| Radeon RX 6700 XT (Navi 22) | 18 de março de 2021 $479 USD                        | RDNA 2 TSMC N7  | 17.2×109 335 mm2                 | 2560:160:64:40 40 CU  | 2321 2581   | 371.4 413.0           | 148.5 165.2           | 23,767 26,429                   | 11,884 13,215                   | 742.7 825.9                     | 96 MB          | 1278.0                  | 12 GB     | 384                     | GDDR6 192-bit                | 16000        | 230 W       | PCIe 4.0 ×16            |
| Radeon RX 6750 XT (Navi 22) | 10 de maio de 2022 $549 USD                         | RDNA 2 TSMC N7  | 17.2×109 335 mm2                 | 2560:160:64:40 40 CU  | 2150 2600   | 344.0 416.0           | 137.6 166.4           | 22,016 26,624                   | 11,008 13,312                   | 688.0 832.0                     | 96 MB          | 1326.0                  | 12 GB     | 432                     | GDDR6 192-bit                | 18000        | 250 W       | PCIe 4.0 ×16            |
| Radeon RX 6800 (Navi 21)    | 18 de novembro de 2020 $579 USD                     | RDNA 2 TSMC N7  | 26.8×109 520 mm2                 | 3840:240:96:60 60 CU  | 1700 2105   | 408.0 505.2           | 163.2 202.1           | 26,112 32,333                   | 13,056 16,166                   | 816 1,010                       | 128 MB         | 1432.6                  | 16 GB     | 512                     | GDDR6 256-bit                | 16000        | 250 W       | PCIe 4.0 ×16            |
| Radeon RX 6800 XT (Navi 21) | 18 de novembro de 2020 $649 USD                     | RDNA 2 TSMC N7  | 26.8×109 520 mm2                 | 4608:288:128:72 72 CU | 1825 2250   | 525.6 648.0           | 233.6 288.0           | 33,638 41,472                   | 16,819 20,736                   | 1,051 1,296                     | 128 MB         | 1664.2                  | 16 GB     | 512                     | GDDR6 256-bit                | 16000        | 300 W       | PCIe 4.0 ×16            |
| Radeon RX 6900 XT (Navi 21) | 8 de dezembro de 2020 $999 USD                      | RDNA 2 TSMC N7  | 26.8×109 520 mm2                 | 5120:320:128:80 80 CU | 1825 2250   | 584.0 720.0           | 233.6 288.0           | 37,376 46,080                   | 18,688 23,040                   | 1,168 1,440                     | 128 MB         | 1664.2                  | 16 GB     | 512                     | GDDR6 256-bit                | 16000        | 300 W       | PCIe 4.0 ×16            |
| Radeon RX 6950 XT (Navi 21) | 10 de maio de 2022 $1,099 USD                       | RDNA 2 TSMC N7  | 26.8×109 520 mm2                 | 5120:320:128:80 80 CU | 1890 2310   | 604.8 739.2           | 241.9 295.7           | 38,707 47,309                   | 19,354 23,654                   | 1,210 1,478                     | 128 MB         | 1793.5                  | 16 GB     | 576                     | GDDR6 256-bit                | 18000        | 335 W       | PCIe 4.0 ×16            |

1. 1 2 3  Valores de boost (se disponíveis) são indicados abaixo do valor base em itálico.
2. ↑  A taxa de preenchimento da textura é calculada como o número de Unidades de mapeamento de textura multiplicado pela velocidade básica (ou boost) do clock do núcleo.
3. ↑  A taxa de preenchimento de pixel é calculada como o número de Unidades de saída de renderização multiplicado pela velocidade de clock base (ou boost) do núcleo.
4. ↑  O desempenho de precisão é calculado a partir da velocidade básica (ou boost) do clock do núcleo com base em uma operação FMA.
5. ↑  Shaders Unificados: Unidades de Mapeamento de Textura: Unidades de Saída de Renderização e unidade de computação (CU)
6. 1 2  Falta codificador de vídeo de hardware

### Mobile
| Modelo (Codinome)            | Data de lançamento e preço | Arquitetura Fab | Transistores e Tamanho da matriz | Core                 | Core        | Taxa de preenchimento | Taxa de preenchimento | Poder de processamento (GFLOPS) | Poder de processamento (GFLOPS) | Poder de processamento (GFLOPS) | Cache Infinito | Memória | Memória                 | Memória                      | Memória      | HW Decoder | HW Decoder | HW Decoder | HW Encoder | HW Encoder | HW Encoder | TDP    | Interface de barramento |
| Modelo (Codinome)            | Data de lançamento e preço | Arquitetura Fab | Transistores e Tamanho da matriz | Config               | Clock (MHz) | Textura (GT/s)        | Pixel (GP/s)          | Half                            | Single                          | Double                          | Cache Infinito | Tamanho | Largura de banda (GB/s) | Tipo e largura do barramento | Clock (MT/s) | AV1        | H265       | 4K H264    | AV1        | H265       | 4K H264    | TDP    | Interface de barramento |
| ---------------------------- | -------------------------- | --------------- | -------------------------------- | -------------------- | ----------- | --------------------- | --------------------- | ------------------------------- | ------------------------------- | ------------------------------- | -------------- | ------- | ----------------------- | ---------------------------- | ------------ | ---------- | ---------- | ---------- | ---------- | ---------- | ---------- | ------ | ----------------------- |
| Radeon RX 6300M (Navi 24)    | 4 de janeiro de 2022       | RDNA 2 TSMC N6  | 5.4×109 107 mm2                  | 768:64:32:12 12 CU   | 1512        | 97.76                 | 48.38                 | 6,270                           | 3,130                           | 195.6                           | 8 MB           | 2 GB    | 64                      | GDDR6 32-bit                 | 16000        | Não        | Sim        | Sim        | Não        | Não        | Não        | 25 W   | PCIe 4.0 ×4             |
| Radeon RX 6450M (Navi 24)    | 4 de janeiro de 2023       | RDNA 2 TSMC N6  | 5.4×109 107 mm2                  | 768:64:32:12 12 CU   | 2220        | 118.10                | 71.04                 | 7,600                           | 3,780                           | 236.3                           | 16 MB          | 4 GB    | 128                     | GDDR6 64-bit                 | 16000        | Não        | Sim        | Sim        | Não        | Não        | Não        | 50 W   | PCIe 4.0 ×4             |
| Radeon RX 6550S (Navi 24)    | 4 de janeiro de 2023       | RDNA 2 TSMC N6  | 5.4×109 107 mm2                  | 1024:64:32:16 16 CU  | 2170        | 154.20                | 69.44                 | 9,900                           | 4,900                           | 306.3                           | 16 MB          | 4 GB    | 128                     | GDDR6 64-bit                 | 16000        | Não        | Sim        | Sim        | Não        | Não        | Não        | 50 W   | PCIe 4.0 ×4             |
| Radeon RX 6500M (Navi 24)    | 4 de janeiro de 2022       | RDNA 2 TSMC N6  | 5.4×109 107 mm2                  | 1024:64:32:16 16 CU  | 2191        | 155.7                 | 70.11                 | 9,970                           | 4,980                           | 311.2                           | 16 MB          | 4 GB    | 128                     | GDDR6 64-bit                 | 16000        | Não        | Sim        | Sim        | Não        | Não        | Não        | 50 W   | PCIe 4.0 ×4             |
| Radeon RX 6550M (Navi 24)    | 4 de janeiro de 2023       | RDNA 2 TSMC N6  | 5.4×109 107 mm2                  | 1024:64:32:16 16 CU  | 2560        | 182.10                | 81.92                 | 11,600                          | 5,800                           | 362.5                           | 16 MB          | 4 GB    | 144                     | GDDR6 64-bit                 | 18000        | Não        | Sim        | Sim        | Não        | Não        | Não        | 80 W   | PCIe 4.0 ×4             |
| Radeon RX 6600S (Navi 23)    | 4 de janeiro de 2022       | RDNA 2 TSMC N7  | 11.06×109 237 mm2                | 1792:128:64:28 28 CU | 1881        | 244.2                 | 120.3                 | 15,630                          | 7,810                           | 448.1                           | 32 MB          | 4 GB    | 224                     | GDDR6 128-bit                | 14000        | Yes        | Sim        | Sim        | Não        | Yes        | Yes        | 80 W   | PCIe 4.0 ×8             |
| Radeon RX 6700S (Navi 23)    | 4 de janeiro de 2022       | RDNA 2 TSMC N7  | 11.06×109 237 mm2                | 1792:128:64:28 28 CU | 1890        | 247.5                 | 120.9                 | 15,840                          | 7,920                           | 495.0                           | 32 MB          | 8 GB    | 224                     | GDDR6 128-bit                | 14000        | Yes        | Sim        | Sim        | Não        | Yes        | Yes        | 80 W   | PCIe 4.0 ×8             |
| Radeon RX 6600M (Navi 23)    | 31 de maio de 2021         | RDNA 2 TSMC N7  | 11.06×109 237 mm2                | 1792:128:64:28 28 CU | 2177        | 274.2                 | 139.3                 | 17,550                          | 7,800                           | 487.5                           | 32 MB          | 8 GB    | 224                     | GDDR6 128-bit                | 14000        | Yes        | Sim        | Sim        | Não        | Yes        | Yes        | 100 W  | PCIe 4.0 ×8             |
| Radeon RX 6650M (Navi 23)    | 4 de janeiro de 2022       | RDNA 2 TSMC N7  | 11.06×109 237 mm2                | 1792:128:64:28 28 CU | 2222        | 276.6                 | 139.3                 | 17,700                          | 8,850                           | 553.1                           | 32 MB          | 8 GB    | 256                     | GDDR6 128-bit                | 16000        | Yes        | Sim        | Sim        | Não        | Yes        | Yes        | 120 W  | PCIe 4.0 ×8             |
| Radeon RX 6800S (Navi 23)    | 4 de janeiro de 2022       | RDNA 2 TSMC N7  | 11.06×109 237 mm2                | 2048:128:64:32 32 CU | 1975        | 288.0                 | 134.4                 | 18,430                          | 9,220                           | 576.5                           | 32 MB          | 8 GB    | 256                     | GDDR6 128-bit                | 16000        | Yes        | Sim        | Sim        | Não        | Yes        | Yes        | 100 W  | PCIe 4.0 ×8             |
| Radeon RX 6650M XT (Navi 23) | 4 de janeiro de 2022       | RDNA 2 TSMC N7  | 11.06×109 237 mm2                | 2048:128:64:32 32 CU | 2162        | 311.5                 | 142.2                 | 19,940                          | 9,970                           | 623.1                           | 32 MB          | 8 GB    | 256                     | GDDR6 128-bit                | 16000        | Yes        | Sim        | Sim        | Não        | Yes        | Yes        | 120 W  | PCIe 4.0 ×8             |
| Radeon RX 6700M (Navi 22)    | 31 de maio de 2021         | RDNA 2 TSMC N7  | 17.2×109 335 mm2                 | 2304:144:64:32 36 CU | 2300        | 331.4                 | 147.2                 | 21,209                          | 10,605                          | 662.1                           | 80 MB          | 10 GB   | 320                     | GDDR6 160-bit                | 16000        | Yes        | Sim        | Sim        | Não        | Yes        | Yes        | 135 W  | PCIe 4.0 ×16            |
| Radeon RX 6800M (Navi 22)    | 31 de maio de 2021         | RDNA 2 TSMC N7  | 17.2×109 335 mm2                 | 2560:160:64:40 40 CU | 2300        | 368.0                 | 147.2                 | 23,550                          | 11,780                          | 736.2                           | 96 MB          | 12 GB   | 384                     | GDDR6 192-bit                | 16000        | Yes        | Sim        | Sim        | Não        | Yes        | Yes        | 145+ W | PCIe 4.0 ×16            |
| Radeon RX 6850M XT (Navi 22) | 4 de janeiro de 2022       | RDNA 2 TSMC N7  | 17.2×109 335 mm2                 | 2560:160:64:40 40 CU | 2463        | 415.6                 | 157.6                 | 26,430                          | 13,210                          | 825.6                           | 96 MB          | 12 GB   | 432                     | GDDR6 192-bit                | 18000        | Yes        | Sim        | Sim        | Não        | Yes        | Yes        | 165 W  | PCIe 4.0 ×16            |

1. 1 2 3  Valores de boost (se disponíveis) são indicados abaixo do valor base em itálico.
2. ↑  A taxa de preenchimento da textura é calculada como o número de Unidades de mapeamento de textura multiplicado pela velocidade básica (ou boost) do clock do núcleo.
3. ↑  A taxa de preenchimento de pixel é calculada como o número de Unidades de saída de renderização multiplicado pela velocidade de clock base (ou boost) do núcleo.
4. ↑  O desempenho de precisão é calculado a partir da velocidade básica (ou boost) do clock do núcleo com base em uma operação FMA.
5. ↑  Shaders Unificados: Unidades de Mapeamento de Textura: Unidades de Saída de Renderização, Aceleradores Ray e unidade de computação (CU)
6. 1 2  Não possui codificador de vídeo de hardware.

### Workstation

#### Radeon Pro W6000
| Modelo (Codinome)          | Data de lançamento e preço     | Arquitetura Fab | Transistores e Tamanho da matriz | Core                 | Core        | Taxa de preenchimento | Taxa de preenchimento | Poder de processamento (GFLOPS) | Poder de processamento (GFLOPS) | Poder de processamento (GFLOPS) | Cache Infinito | Memória      | Memória                 | Memória                      | Memória      | TDP   | Interface de barramento | Portas de saída gráfica |
| Modelo (Codinome)          | Data de lançamento e preço     | Arquitetura Fab | Transistores e Tamanho da matriz | Config               | Clock (MHz) | Textura (GT/s)        | Pixel (GP/s)          | Half                            | Single                          | Double                          | Cache Infinito | Tamanho (GB) | Largura de banda (GB/s) | Tipo e largura do barramento | Clock (MT/s) | TDP   | Interface de barramento | Portas de saída gráfica |
| -------------------------- | ------------------------------ | --------------- | -------------------------------- | -------------------- | ----------- | --------------------- | --------------------- | ------------------------------- | ------------------------------- | ------------------------------- | -------------- | ------------ | ----------------------- | ---------------------------- | ------------ | ----- | ----------------------- | ----------------------- |
| Radeon Pro W6300 (Navi 24) | Outubro de 2022 ?              | RDNA 2 TSMC N6  | 5.4×109 107 mm2                  | 768:48:32:12 12 CU   | 1512 2040   | 72.58 97.92           | 48.38 65.28           | 4,644 6,267                     | 2.322 3,133                     | 145.1 195.8                     | 8 MB           | 2            | 64                      | GDDR6 32-bit                 | 16000        | 25 W  | PCIe 4.0 ×4             | nenhum                  |
| Radeon Pro W6400 (Navi 24) | 19 de janeiro de 2022 $229 USD | RDNA 2 TSMC N6  | 5.4×109 107 mm2                  | 768:48:32:12 12 CU   | 2331        | 111.9                 | 74.59                 | 7,161                           | 3,580                           | 223.8                           | 16 MB          | 4            | 128                     | GDDR6 64-bit                 | 16000        | 50 W  | PCIe 4.0 ×4             | 2× DP 1.4a              |
| Radeon Pro W6600 (Navi 23) | 8 de junho de 2021 $649 USD    | RDNA 2 TSMC N7  | 11.06×109 237 mm2                | 1792:112:64:28 28 CU | 2331 2903   | 261.1 325.1           | 149.2 185.8           | 16,709 20,809                   | 8,354 10,404                    | 522.1 650.3                     | 32 MB          | 8            | 224                     | GDDR6 128-bit                | 14000        | 130 W | PCIe 4.0 ×8             | 4× DP 1.4a              |
| Radeon Pro W6800 (Navi 21) | 8 de junho de 2021 $2,249 USD  | RDNA 2 TSMC N7  | 26.8×109 520 mm2                 | 3840:240:96:60 60 CU | 2075 2320   | 498.0 556.8           | 199.2 222.7           | 31,872 35,635                   | 15,936 17,818                   | 996.0 1,114                     | 128 MB         | 32           | 512                     | GDDR6 256-bit                | 16000        | 250 W | PCIe 4.0 ×16            | 6× miniDP 1.4a          |

1. 1 2 3  Valores de boost (se disponíveis) são indicados abaixo do valor base em itálico.
2. ↑  A taxa de preenchimento da textura é calculada como o número de Unidades de mapeamento de textura multiplicado pela velocidade básica (ou boost) do clock do núcleo.
3. ↑  A taxa de preenchimento de pixel é calculada como o número de Unidades de saída de renderização multiplicado pela velocidade de clock base (ou boost) do núcleo.
4. ↑  O desempenho de precisão é calculado a partir da velocidade básica (ou boost) do clock do núcleo com base em uma operação FMA.
5. ↑  Shaders Unificados: Unidades de Mapeamento de Textura: Unidades de Saída de Renderização, Aceleradores Ray e unidade de computação (CU)

#### Radeon Pro W6000X
| 2× | 26.8×109 520 mm2 |

| 2× | 3840:240:96:60 60 CU |

| 2× | 432.0 474.9 |

| 2× | 172.8 189.9 |

| 2× | 27,648 30,397 |

| 2× | 13,824 15,199 |

| 2× | 864.0 949.9 |

1. 1 2 3  Valores de boost (se disponíveis) são indicados abaixo do valor base em itálico.
2. ↑  A taxa de preenchimento da textura é calculada como o número de Unidades de mapeamento de textura multiplicado pela velocidade básica (ou boost) do clock do núcleo.
3. ↑  A taxa de preenchimento de pixel é calculada como o número de Unidades de saída de renderização multiplicado pela velocidade de clock base (ou boost) do núcleo.
4. ↑  O desempenho de precisão é calculado a partir da velocidade básica (ou boost) do clock do núcleo com base em uma operação FMA.
5. ↑  Shaders Unificados: Unidades de Mapeamento de Textura: Unidades de Saída de Renderização, Aceleradores Ray e unidade de computação (CU)

### Mobile Workstation

#### Radeon Pro W6000M
| Modelo (Codinome)           | Data de lançamento    | Arquitetura Fab | Transistores e Tamanho da matriz | Core                 | Core        | Taxa de preenchimento | Taxa de preenchimento | Poder de processamento (GFLOPS) | Poder de processamento (GFLOPS) | Poder de processamento (GFLOPS) | Cache Infinito | Memória      | Memória                 | Memória                      | Memória      | TDP     | Interface de barramento |
| Modelo (Codinome)           | Data de lançamento    | Arquitetura Fab | Transistores e Tamanho da matriz | Config               | Clock (MHz) | Textura (GT/s)        | Pixel (GP/s)          | Half                            | Single                          | Double                          | Cache Infinito | Tamanho (GB) | Largura de banda (GB/s) | Tipo e largura do barramento | Clock (MT/s) | TDP     | Interface de barramento |
| --------------------------- | --------------------- | --------------- | -------------------------------- | -------------------- | ----------- | --------------------- | --------------------- | ------------------------------- | ------------------------------- | ------------------------------- | -------------- | ------------ | ----------------------- | ---------------------------- | ------------ | ------- | ----------------------- |
| Radeon Pro W6300M (Navi 24) | 19 de janeiro de 2022 | RDNA 2 TSMC N6  | 5.4×109 107 mm2                  | 768:48:32:12 12 CU   | 2214        | 106.3                 | 70.8                  | 6,801                           | 3,401                           | 212.5                           | 8 MB           | 2            | 64                      | GDDR6 32-bit                 | 14000        | 25 W    | PCIe 4.0 ×4             |
| Radeon Pro W6500M (Navi 24) | 19 de janeiro de 2022 | RDNA 2 TSMC N6  | 5.4×109 107 mm2                  | 1024:64:32:16 16 CU  | 2588        | 165.6                 | 82.8                  | 10,478                          | 5,239                           | 327.4                           | 16 MB          | 4            | 128                     | GDDR6 64-bit                 | 14000        | 35-50 W | PCIe 4.0 ×4             |
| Radeon Pro W6600M (Navi 23) | 8 de junho de 2021    | RDNA 2 TSMC N7  | 11.06×109 237 mm2                | 1792:112:64:28 28 CU | 2200 2900   | 246.4 324.8           | 140.8 185.6           | 15,770 20,787                   | 7,885 10,394                    | 492.8 649.6                     | 32 MB          | 8            | 224                     | GDDR6 128-bit                | 14000        | 65-90 W | PCIe 4.0 ×16            |

1. 1 2 3  Valores de boost (se disponíveis) são indicados abaixo do valor base em itálico.
2. ↑  A taxa de preenchimento da textura é calculada como o número de Unidades de mapeamento de textura multiplicado pela velocidade básica (ou boost) do clock do núcleo.
3. ↑  A taxa de preenchimento de pixel é calculada como o número de Unidades de saída de renderização multiplicado pela velocidade de clock base (ou boost) do núcleo.
4. ↑  O desempenho de precisão é calculado a partir da velocidade básica (ou boost) do clock do núcleo com base em uma operação FMA.
5. ↑  Shaders Unificados: Unidades de Mapeamento de Textura: Unidades de Saída de Renderização, Aceleradores Ray e unidade de computação (CU)

## Recursos da série Radeon RX 6000
Recursos da série AMD Radeon RX 6000:
- Microarquitetura RDNA 2
- Novo processo de fabricação TSMC N7
- Novo processo de fabricação TSMC N6 para RX 6500 e RX 6400
- Suporte DirectX 12 Ultimate
- Cache L3 adicionado (com a marca Infinity Cache), até 128 MB
- memória GDDR6
- Interface PCIe gen 4
- Adicionado suporte a rastreamento de raios com núcleos RT
- Suporte para decodificação de vídeo AV1 (exceto para produtos Navi 24)
- Adicionado funcionalidade BAR redimensionável
- DisplayPort 1.4a
- Suporte HDMI 2.1